# Coupe Spengler 1978
Navigation
Édition précédente Édition suivante
La Coupe Spengler 1978 est la 52e édition de la Coupe Spengler. Elle se déroule en décembre 1978 à Davos, en Suisse.

## Règlement du tournoi
Les équipes sont regroupés au sein d'un seul groupe. Les équipes jouent un match contre chacune des autres équipes. Le premier de la poule est déclaré vainqueur de la Coupe Spengler.

## Résultats des matchs et classement
| Clt   | Équipe         | PJ | V | D | N | BP | BC | Pts |
| ----- | -------------- | -- | - | - | - | -- | -- | --- |
| +001, | Dukla Jihlava  | 4  | 4 | 0 | 0 | 18 | 5  | 8   |
| +002, | AIK IF         | 4  | 3 | 1 | 0 | 19 | 7  | 6   |
| +003, | Spartak Moscou | 4  | 2 | 2 | 0 | 21 | 12 | 4   |
| +004, | Düsseldorf EG  | 4  | 1 | 3 | 0 | 11 | 26 | 2   |
| +005, | Suisse         | 4  | 0 | 4 | 0 | 7  | 26 | 0   |

- Vainqueur de la compétition